# Ragib Ćurčić
Salih Ragib-efendija Ćurčić (1824 Sarajevo, Osmanská říše – 4. července 1888 Sarajevo, Bosna a Hercegovina) byl bosenskohercegovský politik a soudce bosňáckého původu. Rodinné příjmení je často psáno i ve tvaru Čurčić, což sice odpovídá sarajevskému dialektu (nerozlišuje ć a č) bosenského jazyka, ale nikoli již standardu.

## Životopis
Muslimská rodina Ćurčićů od 17. století pobývá v Sarajevu, kam se uchýlila po útěku z Budína. Po neúspěšném druhém obelhání Vídně osmanskými Turky sultán postupně ztratil celé Uhry a většina muslimského obyvatelstva tehdy odešla hlouběji do osmanské říše, nezřídka do Bosny. Od té doby mužští členové rodiny Ćurčićů vykonávali vojenské a správní úřady v Bosenském ejáletu. Fehimův předek Salih-aga Ćurčić se narodil v Budíně, ale původem byl zřejmě z bosenského Livna. Do Sarajeva přišel roku 1696 se svým synem Jašarem Sadikem a bratrem Hasanem. Salih-aga pak v Sarajevu roku 1736 založil rodinnou islámskou nadaci, vakuf. Jašar měl syna Ahmeda (?–1791/1792) a tento pak přivedl na svět tři syny, Mehmeda, Fejzullaha i Sunullaha (?–1828/1829). Sunullahovi se narodili synové Abdullah (?–1827/1828) a Salih Ragib. Pozemkové vlastnictví rodiny se soustředilo kolem dnešní Jahja-pašovy (Ćurčićovy) mešity a Fakulty islámských věd. Tato část Sarajeva se kolokviálně nazývala Ćurčića brijeg (Ćurčićův ostroh), jinak také Jahja-pašova mahala.
O Ćurčićově dětství a raném mládí nejsou bližší zprávy. Z dochovaných zpráv je zřejmé, že za osmanské vlády v Bosně zaujímal post soudce obchodního soudu, předsedy zemského katastru, okružního náčelníka, vedoucího justičního oddělení a místopředsedy vezírské rady. Jistý čas byl též sarajevským starostou (1875–1877 a od března 1878 do okupace). Roku 1879, rok po obsazení Bosny a Hercegoviny Rakousko-Uherskem, se stal šarí‘atským soudcem při Vrchním soudu v Sarajevu. Vedle toho mezi lety 1878 a 1884 zasedal v sarajevském městském zastupitelstvu.
Poslední tři léta života byl stižen opakujícími se mrtvicemi. Po druhé mrtvici roku 1887 měl paralyzovanou již celou půlku těla. Ćurčić zemřel ráno 4. července 1888 a již odpoledne proběhla zádušní mše za zamřelého a pohřeb.
Rabib-efendija obdržel nejvyšší vyznamení osmanské říše, a to Řád Nişan-i Imtiyaz (kvůli nejednoznačnosti pramenů je dost možné, že se jednalo o Řád Medžidije), a posléze i Řád Františka Josefa.
Ćurčić byl ženatý a měl dva syny, Fehima (1866–1916) a Muhameda, a dvě dcery. Jeho syn Fehim byl sarajevským starostou.